# Diascorhynchus serpens
Diascorhynchus serpens är en plattmaskart som beskrevs av Tor Karling 1949. Diascorhynchus serpens ingår i släktet Diascorhynchus, och familjen Diascorhynchidae. Arten är reproducerande i Sverige.